# 奥住正道
奥住 正道（おくずみ まさみち、1924年2月26日 - 2020年8月12日）は、日本の経営コンサルタント。奥住マネジメント研究所取締役会長。

## 経歴
大阪府生まれ。1945年、慶應義塾大学経済学部を卒業。1954年に日本NCRに入社する。同社MMM（モダーン・マーチャンダイジング・メソッド）大学学長として、流通業界、外食業界の近代化の指導にあたる。
1963年、社団法人日本セルフサービス協会設立に参画し以来、顧問を務める。
1971年に日本NCRを退社、株式会社奥住マネジメント研究所を設立する。社団法人日本ショッピングセンター協会、社団法人日本フランチャイズチェーン協会（いずれも1972年設立）、社団法人日本フードサービス協会（1974年設立）、社団法人日本専門店協会（1987年設立）の各法人の創立に参加し、顧問を務めた（日本ショッピングセンター協会は相談役顧問）。
早稲田大学大学院講師（1972年 - 1993年）、NHK商業専科常任講師（1983年 - 1994年）、日本フードサービス学会会長(1995年 - 2001年）、農林水産省外食産業展望検討委員会委員長（1996年）などの役職を歴任した。
2020年8月12日、老衰のため死去、96歳。

## 著書
- 『日本のチェーンストア経営』ビジネス社 (講座リテイル・マネジメント)1971
- 『日本のスーパー・専門店経営 国際化時代への対応』ビジネス社 (講座リテイル・マネジメント)1972
- 『フランチャイズ・システム』ダイヤモンド社 (ビジネス新書)1973
- 『専門店経営の秘訣 ニュー・マーケティング時代の経営戦略』東洋経済新報社 (経営実務シリーズ)1976
- 『チェーンストア未来戦略』小売業の未来戦略 ビジネス社 1977
- 『売る 80年代の市場戦略』マネジメント社 1979
- 『流通新時代 「売れない時代」にどう対応するか』マネジメント社 1979
- 『流通戦略の総点検 市場の変化をどうつかむか』マネジメント社 1981
- 『流通新時代 続』マネジメント社 1981
- 『成熟社会の流通戦略 個性化路線をとれ』マネジメント社 1982
- 『チェーンストア総点検 21世紀への戦略』ビジネス社 1982
- 『ゼロ・サム社会の流通戦略 文明から文化への時代にどう対応すべきか』マネジメント社 1983
- 『証言・戦後商業史 流通を変えた100人の記録』日本経済新聞社 1983
- 『明らかに売り方が変った 80年代後半の流通ビジョン』マネジメント社 1986
- 『外食産業の未来戦略 繁盛店はどこが違うか』マネジメント社 1988
- 『専門店』日本経済新聞社 (日経産業シリーズ)1989
- 『外食産業の未来戦略 part 2』マネジメント社 1990
- 『流通革命最前線 生活者時代の流通戦略レポート』東急エージェンシー出版部 1994
- 『外食産業最前線 ホスピタリティ時代のビジネス』実教出版 (じっきょうbooks)1994
- 『顧客社会 生活者中心の流通戦略』1997 中公新書
- 『顧客社会の実現 21世紀への助走』商業界 1999

### 共編著
- 『外国の食堂経営に学ぶ』鈴木博共著 柴田書店 (食道経営全集)　1965
- 『コンサルティング・セールス ルート・セールスの知識と技術』駒井進,竹中顕共著 ビジネス社 1969
- 『流通業とコンピュータ マネジメント・システムの基礎理論』編 商業界 1970
- 『明日を盗む小売業』編集・構成 同友館 1985
- 『次世代百貨店構築のシナリオ』坂口昌章,藤原肇,高山邦輔,小谷喜八郎,平林千春,羽田良美共著 ストアーズ社 1996
- 『顧客社会 FSP経営がわかる本 2006』監修,FSPアタックチーム・OMI 編 奥住マネジメント研究所 2006

### 翻訳
- エドワード・M.ハーウェル『チェックアウト管理』商業界 (海外経営名著シリーズ 1966
- ビクター・グルーエン, ラリー・スミス 共著『ショッピングセンター計画 ショッピングタウンUSA』商業界 1969

## 論文
- <奥住正道